# Richard A. H. Robinson
Richard Alan Hodgson Robinson (1940-2013) fue un historiador británico.

## Biografía
Nacido en 1940, profesor en la Universidad de Birmingham. Robinson, de inclinación conservadora y estudioso de la historia contemporánea de España y de Portugal, fue autor de obras como The Origins of Franco's Spain: The Right, the Republic and Revolution, 1931–1936 (University of Pittsburgh Press, 1970) o Contemporary Portugal (Allen & Unwin, 1979); entre otras. Falleció en noviembre de 2013.